# Зал славы вокальных групп
Зал славы вокальных групп (англ. Vocal Group Hall of Fame [and Museum]) — некоммерческая организация и музей, базирующиеся в городе Шарон, штат Пенсильвания.
Основал Зал славы участник вокального трио The Lettermen Тони Буталы в 1997 или 1998 году. Официальное открытие состоялось 1 мая 1998 года, а к октябрю в него были включены 14 групп, восемь из которых — легенды чёрной музыки. (По другим данным, музей открыл свои двери в 2001 году.)
Цель Зала славы в том, чтобы чествовать величайшие вокальные группы мира. В отличие от многих других музыкальных залов славы, туда принимаются группы всех жанров, включая рок, ритм-н-блюз, кантри, госпел, поп, фолк, джаз и т. д.
За время своей работы организация получила значительную поддержку от широкой общественности.

## Деятельность
Одним из важных аспектов деятельности организации является давление на различные органы законодательной власти принять законы, которые не дали бы больше возможности промотерам обманывать народ, подсовывая публике группы, не имеющие никакого отношения к настоящим (например, ранее существовавшим) группам. Более того, в работе по этому направлению организация является главной движущей силой.

## Адрес и часы работы
Музей находится на East State Street на окраине города Шарон и открыт с понедельника по субботу с 10 до 18 и в воскресенье с 12 до 17.

## Включённые группы

### 1998—2002
| 1998 - The Ames Brothers - The Andrews Sisters - The Beach Boys - The Boswell Sisters - The Five Blind Boys of Mississippi - Crosby, Stills & Nash - The Golden Gate Quartet - The Original Drifters - The Mills Brothers - The Manhattan Transfer - The Platters - The Ravens - Sonny Til & The Orioles - The Supremes | 1999 - The Coasters - The Delta Rhythm Boys - The Four Seasons - The Four Tops - Hank Ballard & The Midnighters - Ink Spots - Jackson Five - Little Anthony & The Imperials - The Modernaires - The Moonglows - Peter, Paul & Mary - The Revelers - The Spinners - The Temptations | 2000 - The Bangles - Dion & The Belmonts - Dixie Hummingbirds - The Drifters - The Flamingos - Frankie Lymon & The Teenagers - The Kingston Trio - The Mamas & The Papas - The Skylarks - The Soul Stirrers - Three Dog Night | 2001 - Bee Gees - The Chordettes - Eagles - The Four Aces - The Four Freshmen - Gladys Knight & The Pips - The Lennon Sisters - The Lettermen - The McGuire Sisters - The Oak Ridge Boys - The Pied Pipers - Smokey Robinson & The Miracles - The Vogues - The Weavers | 2002 - ABBA - The Chantels - The Clovers - The Fifth Dimension - The Five Keys - The Four Knights - The Harptones - Jay & The Americans - The Marcels - The Shirelles - The Skyliners - The Swan Silvertones |

### 2003—2007
| 2003 - The Association - The Charioteers - The Commodores - Earth, Wind & Fire - The Five Satins - The Four Lads - The Impressions - Isley Brothers - Danny & The Juniors - The Merry Macs - Peerless Quartet - Martha & The Vandellas - The Whispers | 2004 - Alabama - American Quartet - The Beatles - The Cadillacs - The Crests - The Dells - The Diamonds - The Doobie Brothers - The Everly Brothers - The Four Tunes - The Jordanaires - The Marvelettes - The O'Jays - The Penguins - The Ronettes - The Stylistics - The Tokens | 2005 - The Angels - Brooklyn Bridge - The Chiffons - The Chi-Lites - The Crystals - The Del Vikings - Fleetwood Mac - The Hilltoppers - The Mel-Tones - The Neville Brothers - The Pointer Sisters - The Rascals - The Righteous Brothers - Sons of the Pioneers - The Spaniels - The Tymes | 2006 - America - Bread - The Byrds - Deep River Boys - Billy Ward & The Dominoes - The Duprees - The Fleetwoods - Hayden Quartet - The Hi-Lo's - The Hollies - Journey - The Lovin' Spoonful - The Moody Blues - Queen - The Shangri-Las - Simon & Garfunkel | 2007 - The Five Red Caps - The Chords - The Four Preps - Maurice Williams and the Zodiacs; The Gladiolas - The Capris - The Dixie Cups - The Jive Five - The Monkees - Ruby & The Romantics - Sly & The Family Stone - Tony Orlando and Dawn - Harold Melvin & The Blue Notes - Kool & The Gang - The Traveling Wilburys - Sam & Dave - The Hoboken Four |